# Хорунжий, Генрих Васильевич
Генрих Васильевич Хорунжий (29 ноября 1929 — 6 марта 2018) — советский и российский медик, профессор, Заслуженный врач РСФСР. Награжден значком «Отличник здравоохранения».

## Биография
Генрих Васильевич Хорунжий родился 29 ноября 1929 года в городе Новороссийске Краснодарского края.
Его родители были служащими. Со временем его семья стала жить в городе Ростове-на-Дону. После окончания школы поступил на педиатрический факультет Ростовского медицинского института. Посещал лекции по педиатрии профессора И. Я. Серебрийского. Во время учёбы в институте занимался спортом. Получил первым спортивный разряд по стрельбе, гимнастике, велосипедному спорту.
В 1953 году стал выпускником Ростовского медицинского института. Получил диплом с отличием. Профессор И. Я. Серебрийский предложил ему начать обучение в клинической ординатуре на кафедре детских болезней лечебного факультета Ростовского медицинского института.
Вместе с женой, Нелли Петровной, в 1956 году уехал работать в посёлок Свердловск-45. Здесь Генрих Хорунжий начал работать участковым педиатром в медсанчасти, со временем стал заведующим детским отделением. Уехав из Свердловск-45 обратно в Ростов-на-Дону, начал работать младшим научным сотрудником в Ростовском НИИ акушерства и педиатрии. Занимался научной деятельностью под руководством И. Я. Серебрийского.
В 1961 году начал работать в РостГМУ. Вначале — ассистентом, со временем занял должность заведующего кафедрой педиатрии. На этой должности был свыше 33 лет.
В 1966 году в Ростовском медицинском университете защитил кандидатскую диссертацию.
С 1977 года по 1985 год был деканом факультета усовершенствования врачей.
С 1979 по 2012 год Генрих Хорунжий руководил кафедрой детских болезней № 4 ФПК и ППС РостГМУ.
В 1980 году в НИИ педиатрии в Москве прошла защита докторской диссертации.С 1980 года по 2000 год он был главой координационного совета комплексно-целевой программы «Научные основы охраны здоровья матери и ребёнка». Занимал должность представителя Ростовского областного отделения Союза педиатров России. В 1980 году он был награжден знаком «Отличнику здравоохранения».
В 1982 году ему присвоили звание профессора. Он руководил защитой 10 кандидатских диссертаций и 3 докторских диссертаций.
Генрих Хорунжий был членом диссертационного совета РостГМУ, входил в совет факультета повышения квалификации врачей.
В 1990 году удостоен звания «Заслуженный врач РСФСР».
Генрих Хорунжий умер 6 марта 2018 года.